# Straßenbahn Colombo
Die Straßenbahn Colombo wurde von 1898 bis 1960 betrieben und war von Beginn an elektrifiziert.

## Geschichte

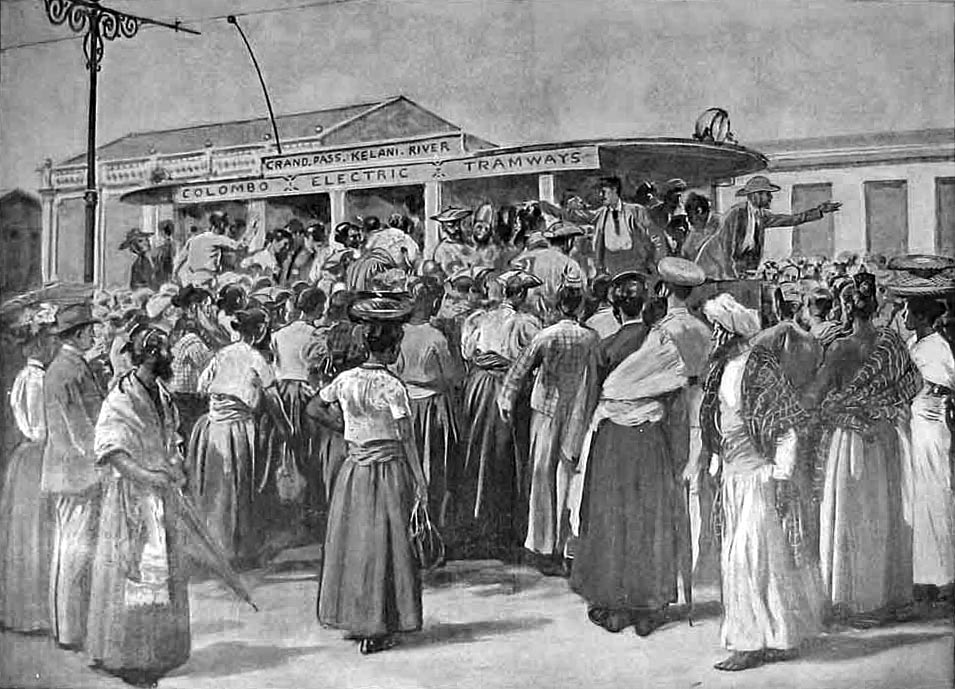
“Toastrack” Straßenbahn in Colombo, 1899

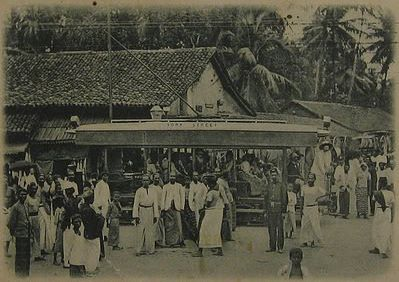
Straßenbahn in Colombo um 1910

Die Colombo Electric Tram Car and Lighting Company Ltd nahm unter dem Management der Gebrüder Boustead im September 1898 den Betrieb im mittleren und nördlichen Teil von Colombo, der Hauptstadt von Ceylon und dem heutigen Sri Lanka, auf. Es gab etwa zehn Haltestellen auf der Strecke vom Bahnhof Maradana bis Punchi Borella. Für mehr als ein halbes Jahrhundert prägte die Straßenbahn Colombos Stadtbild und transportierte Tausende von Fahrgästen.
Das Schienennetz hatte eine Spurweite von 1067 Millimetern (3 Fuß 6 Zoll) und war durchgehend mit Rillenschienen ausgestattet.
Nach einem Streik von 1929 übernahm der Colombo Municipal Council den Betrieb. Im Jahr 1940 war das Schienennetz zwölf Kilometer lang. Später wurde der Betrieb Schritt für Schritt heruntergefahren und schließlich 1960 eingestellt.

## Fahrzeuge
Insgesamt existierten 52 Straßenbahnwagen, darunter „Toastrack“ genannte offene Sommerwagen und geschlossene Wagen mit Mitteleingang. Beide Typen besaßen Stangenstromabnehmer.